# 文楼 (饭店)
文楼是中国江苏省淮安市淮安区河下街道河下社区的一个百年老店，以蟹黄汤包著称。

## 历史
文楼始建于1817年（清嘉庆年间），设于河下花巷街67号，原名“友楼”，后因店东陈海仙家出了秀才，于是更名为“文楼”。文楼早期是一茶馆，经营文楼涨蛋、卢肉、煮干丝等点心。研制成功蟹黄汤包后，名声大振。
文楼现为淮安市文物保护单位。

## 名菜
- 文楼蟹黄汤包:1997年被中国烹饪协会认定为“中华名小吃”[1]。
- 文楼涨蛋

## 门店地址
- 一店：淮安区北门大街819号
- 二店：淮安区河下古镇花巷67号
- 三店：淮安区阳光现代城22号
- 四店：清江浦区淮海北路19号